# 9038 Геленстіл
9038 Геленстіл (9038 Helensteel) — астероїд головного поясу, відкритий 12 листопада 1990 року.
Тіссеранів параметр щодо Юпітера — 3,341.